# Niedokończone opowieści
Niedokończone opowieści (ang. Unfinished Tales of Númenor and Middle-earth) – zbiór tekstów J.R.R. Tolkiena dotyczących stworzonej przez niego mitologii Śródziemia, których nie zdążył dokończyć za życia, zredagowanych przez jego syna, Christophera Tolkiena i wydanych w 1980 roku.
Teksty składające się na Niedokończone opowieści uzupełniają wątki poruszone we wcześniej wydanych dziełach Tolkiena – Władcy Pierścieni oraz Silmarillionie – oraz wiedzę dotyczącą stworzonego przez niego świata. Niedokończone opowieści zawierają też uzupełniony indeks nazw własnych związanych z dziejami Śródziemia.
Dobre przyjęcie, z jakim spotkała się książka sprawiło, że Christopher Tolkien uporządkował niemal wszystkie istniejące teksty ojca na ten temat i wydał je jako dwunastotomową Historię Śródziemia, a następnie dwutomową Historię Hobbita.

## Opowieści wchodzące w skład zbioru
Część pierwsza: Pierwsza Era
- O Tuorze i jego przybyciu do Gondolinu
- Narn i Hîn Húrin. Opowieść o dzieciach Húrina

Część druga: Druga Era
- Opis wyspy Númenor
- Aldarion i Erendis. Żona marynarza
- Dynastia Elrosa: królowie Númenoru od założenia miasta Armenelos do Upadku
- Historia Galadrieli i Celeborna, i Amrotha, władcy Lórien

Część trzecia: Trzecia Era
- Klęska na polach Gladden
- Cirion i Eorl. Przyjaźń Gondoru z Rohanem
- Wyprawa do Ereboru
- Poszukiwania Pierścienia
- Bitwy u brodów na Isenie

Część czwarta
- Drúedainowie
- Istari
- Palantíry